# Poecilodryas superciliosa
A Poecilodryas superciliosa  a madarak osztályának verébalakúak (Passeriformes) rendjébe és a cinegelégykapó-félék (Petroicidae) családjába tartozó faj.

## Rendszerezése
A fajt John Gould angol ornitológus írta le 1847-ben, a Petroica nembe Petroica superciliosa néven.

## Előfordulása
Ausztrália északnyugati részén, a York-félsziget területén honos. Természetes élőhelyei a szubtrópusi és trópusi síkvidéki esőerdők, mocsári erdők, lombhullató erdők és cserjések, folyók és patakok környékén. Állandó, nem vonuló faj.

## Megjelenése
Testhossza 13–15 centiméter, testtömege 18 gramm.
|  |

## Életmódja
Rovarokkal és más kisebb ízeltlábúakkal táplálkozik, de magvakat is fogyaszt.

## Természetvédelmi helyzete
Az elterjedési területe nagy, egyedszáma pedig növekszik. A Természetvédelmi Világszövetség Vörös listáján nem fenyegetett fajként szerepel.

## Külső hivatkozások
- Képek az interneten a fajról
- Xeno-canto.org - a faj hangja